# 1860년대
1860년대는 유럽, 미국 등 세계 전체에서, 문화적, 사회적, 정치적으로 변화가 있었던, 극심한 변화의 시기였다. 혁명은 독일과 오스만 제국에도 영향을 미쳤다. 1820년대, 1830년대에 후반에 걸쳐서 대부분의 유럽 국가에서의 노예제도가 폐지되었지만, 미국에서만 남아있던 노예제의 폐지는 대서양 노예 무역의 붕괴를 가져왔다. 미국에서는 남북 전쟁이 일어나고, 챔버스버그(Chambersburg) , 리치먼드, 애틀랜타 같은 곳에서 대량의 인명 피해와 도시의 붕괴가 일어났다. 셔먼의 대행진은 아메리카가 경험한 첫 번째 전국적 전쟁이며, 철, 철강, 전함과 같은 군사 기술에서의 많은 발전을 가져왔고, 초기의 기관총의 발달과 빠른 배치가 붕괴를 가속화시켰다. 내전이 끝나고 미국은 재건의 시기 동안, KKK와 같은 백인 우월주의의 등장과 해방된 아프리카 흑인들에 대한 권리를 부여하는 문제 등으로 혼란이 이어지게 되었다.

## 정치, 전쟁

### 전쟁
- 프랑스 제2제국이 멕시코를 점령했다.(1863–1867). 멕시코의 대통령 베니토 후아레스는 후안 네포무세노 알몬테(Juan Nepomuceno Almonte) (1863–1864) 로 교체되고 다시 멕시코 제2제국의 설립으로 이어진다. 후아레스는 1867~1872년까지 거의 지위를 회복한다.
- 제2차 아편 전쟁 이 공식적으로 끝나고, 1860년 10월 18일 베이징 조약을 체결한다.
- 미국 남북 전쟁 이 1861년부터 1865년까지 이어진다.[1]
- 브라질, 아르헨티나, 우루과이의 삼국 연합의 파라과이 침공으로 파라과이 전쟁이 일어났다. 이로 인해 파라과이 전체 인구의 60% 가 살해당했다.
- 영국 식민지군과 마오리 부족간의 마오리 전쟁 이 1차 타라나키 전쟁으로 시작되었다. 가장 영향력있는 전투는 1863년 14,000 명의 영국과 식민지 군대가 참전한 1863년의 와이카토 침공이다.
- 오토 폰 비스마르크의 프로이센 왕국과 덴마크의 제2차 슐레스비히 전쟁으로 슐레스비히 공국가 분할 되었다. 비록 프로이센과 오스트리아 제국이 이 전쟁 동안 같은 편에 있었지만, 후에 오스트리아를 공격하게 된다.

프로이센의 기술 수준의 우위와 최상의 무장 병력은 오스트리아와 연합군을 괴멸시켜버렸다. 이 분쟁을 끝내면서, 프로이센은 독일에서 가장 강력한 힘을 보여주었고, 다른 게르만 국가들의 헤게모니를 차지하게 되었다.
북독일 연방은 프로이센-오스트리아 전쟁 기간 동안 만들어졌으며, 프로이센-프랑스 전쟁 동안 또다른 분쟁을 주도했다.

### 주목할만한 정치적 사건
- 비토리오 에마누엘레 2세의 이탈리아 통일. 확장을 위한 전쟁이 교황령이 함락될 때까지 진행되었다. (1861년 3월 17일 ~ 1870년 9월 20일).
- 일본에서 메이지 유신이 일어났다. 15번째 마지막 도쿠가와 쇼군인 도쿠가와 요시노부는 대정봉환으로 메이지 덴노에게 통치권을 넘겨주면서 메이지 제국으로 변모하게 된다. 일련의 변혁이 일어나고, 다이묘는 정치적으로 살아남는데 반해, 사무라이 계층은 몰락하게 된다.
- 1867년 영국령 북아메리카 법 캐나다 자치령이 1867년 7월 1일 만들어졌다.

## 암살
- 1865년 4월 14일, 미국의 아브라함 링컨이 암살되었다.
- 마다가스카르의 왕 라다마 2세가 군인들에게 잡혀서, 질식사 당했다.
- 볼리비아의 대통령 마누엘 이시도로 벨주가 암살당했다.
- 캐나다 연합의 아버지 토마스 다시 맥기가 패트릭 J.웰랜에게 암살당했다.
- 사카모토 료마가 1867년 교토에서 나카오카 신타로에게 암살당했다.

## 과학과 기술
- 미국에서 첫번째 대륙횡단 철도가 1869년에 완공되었다.
- 이집트의 수에즈 운하가 1869년에 개통되었다.
- 첫 잠수함이 1863년에 발명되었다.
- 첫 대서양 간 통신 케이블이 1866년에 성공적으로 설치되 아메리카와 유럽간의 즉각적인 통신이 가능하게 되었다.
- 스웨덴의 알프레드 노벨이 1866년에 다이나마이트를 만들었다.
- 제임스 클러크 맥스웰이 1861년 전기와 전자기장과의 관계에 대한 정량화에 관한 맥스웰 방정식을 발표하고, 빛은 전자기적 방사의 한 형태라는 것을 보여주었다.
- 그레고어 멘델은 1865년 유전학의 기초를 이루는 멘델의 유전법칙을 공식화하였다.
- 드미트리 멘델레예프는 1869년 현대적인 원소 주기율표를 제안했다.
- 피에르 장센이 1868년 8월 18일 인도 군투르의 개기일식 기간 동안 헬륨을 처음으로 발견하였다.

## 설립
- 후일 구세군으로 이름이 바뀐 개신교 미션을 1865년 영국 런던에서 윌리엄 부스와 케서린 부스가 설립했다.
- 1865년 런던에서 소방서가 설립되었다.
- 플로렌스 나이팅게일이 1860년 간호사를 위한 학교를 설립하였다.
- 독일의 축구팀 TSV 1860 뮌헨이 1860년에 설립되었다.

## 대중 문화

### 문학과 예술
- 빅토르 위고가 레 미제라블을 출간했다.
- 레프 톨스토이가 전쟁과 평화를 출간했다.
- 표도르 도스토옙스키가 죄와 벌을 출간했다.
- 루이스 캐럴이 이상한 나라의 앨리스를 출간했다.
- 인상주의가 대중화되었다.
- 찰스 디킨스가 위대한 유산과 우리 모두의 친구를 출간했다.
- 조지 엘리엇이 사일러스 마너를 출간했다.
- 카를 마르크스가 자본론을 출간했다.

### 패션
- 빅토리아 시대와 그 문화가 1860년부터 1901년까지 번창었다.
- 빅토리아 시대의 문화가 아메리카로 넘어와, 20세기 말까지 남게 되었다.

## 사람

### 각국의 지도자
- 아르헨티나의 대통령 바르톨로메 미트레
- 오스트리아-헝가리 제국의 황제 프란츠 요제프 1세
- 브라질 제국의 황제 페드루 2세
- 캐나다의 총리 존 맥도널드 경
- 프랑스 제2제국의 황제 나폴레옹 3세
- 프로이센의 왕 빌헬름 1세
- 이탈리아의 왕 비토리오 에마누엘레 2세
- 시암의 왕 몽꿋
- 교황 비오 9세
- 러시아 제국의 황제 알렉산드르 2세
- 스페인의 여왕 이사벨 2세
- 그레이트브리튼 아일랜드 연합왕국의 여왕 빅토리아
- 그레이트브리튼 아일랜드 연합왕국의 총리 제3대 파머스턴 자작 헨리 존 템플
- 그레이트브리튼 아일랜드 연합왕국의 총리 제14대 더비 백작 에드워드 스미스스탠리
- 그레이트브리튼 아일랜드 연합왕국의 총리 윌리엄 이워트 글래드스턴
- 미국의 대통령 제임스 뷰캐넌
- 미국의 대통령 에이브러햄 링컨
- 미국의 대통령 앤드루 존슨
- 아메리카 연합국의 대통령 제퍼슨 데이비스
- 미국의 대통령 율리시스 S. 그랜트
- 오스만 제국의 술탄 압뒬메지트 1세
- 오스만 제국의 술탄 압뒬라지즈
- 페르시아 카자르 왕조의 나시르 앗딘 샤
- 일본의 고메이 덴노
- 일본의 메이지 덴노
- 청나라의 함풍제
- 청나라의 섭정 혁흔
- 청나라의 동치제
- 조선의 왕 철종
- 조선의 섭정 흥선대원군
- 조선의 왕 고종

### 정치인
- 루이 쿠르슈, 국제 전기 통신 연합의 사무총장